# Internetdagarna
Internetdagarna är en årlig konferens som arrangeras av Internetstiftelsen sedan år 2000. Konferensen är för människor som på ett eller annat sätt formar internet idag och i framtiden. Den pågår som regel under två dagar på hösten och hålls i Stockholm.

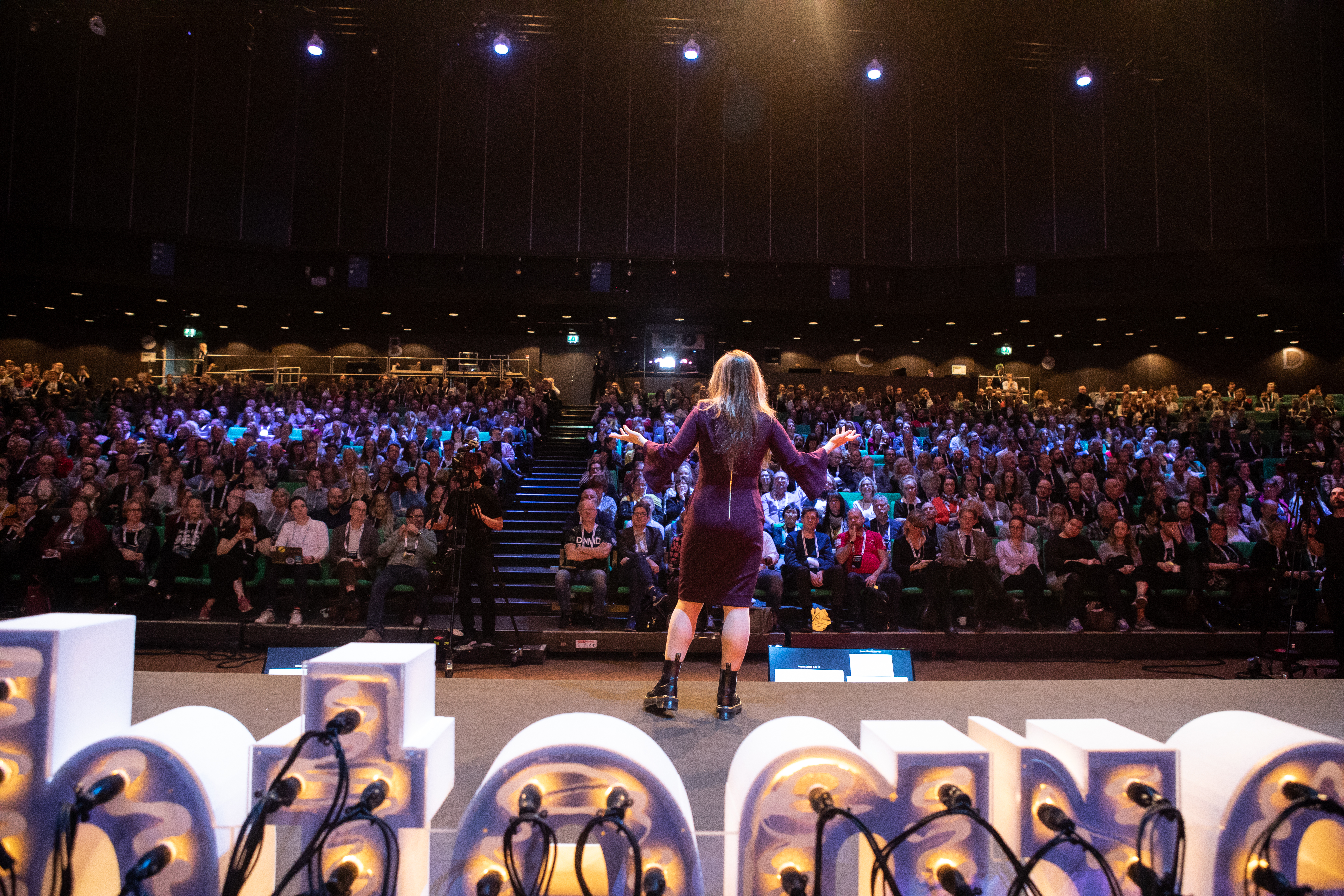
Zeynep Tufekci talar under Internetdagarna 2018

## Keynotetalare
Varje år gästas Internetdagarna av ett antal keynotetalare. Under åren har flera välkända namn funnits med bland deltagarna.

### 2013
Jimmy Wales, grundare av Wikipedia och Wikimedia

### 2014
Eben Upton, hjärnan bakom datorn Raspberry Pi
Annie Machon, tidigare underrättelseofficer för MI5
Cory Doctorow, science fiction-författare och journalist

### 2015
Ethan Zuckerman, amerikansk medieforskare och internetaktivist
Kathryn Parsons, grundare av utbildningsföretaget Decoded
Hilary Mason, grundare av Fast Forward Labs

### 2016
Edward Snowden, amerikansk visselblåsare och tidigare CIA-anställd. Deltog via videolänk.
Mikko Hyppönen, datasäkerhetsexpert och forskningschef på F-Secure
Juliana Rotich, kenyansk datavetare och it-entreprenör
Daniela Rus, professor och chef för MIT:s laboratorium för datavetenskap och artificiell intelligens

### 2017
Sue Gardner, journalist och tidigare VD för Wikimedia Foundation

### 2018
Max Tegmark, Svensk-amerikansk fysiker och kosmolog
Tricia Wang, etnolog med det digitala landskapet som specialitet